# ریان ویلکینسون
ریان ویلکینسون (انگلیسی: Rhian Wilkinson؛ زادهٔ ۱۲ مهٔ ۱۹۸۲) بازیکن فوتبال اهل کانادا است.
از باشگاه‌هایی که در آن بازی کرده‌است می‌توان به بوستون بریکرز و باشگاه فوتبال پورتلند تورنز اشاره کرد.
وی همچنین در تیم ملی فوتبال زنان کانادا بازی کرده‌است.